# Antologia napoletana
Antologia napoletana è un album di Roberto Murolo, pubblicato dall'etichetta discografica Polydor il 16 aprile 1996.

## Tracce
1. Caruso (Lucio Dalla) (duetto con Lucio Dalla)
2. Cu' mme (Enzo Gragnaniello) (duetto con Mia Martini)
3. Anema e core (Salve D'Esposito - Tito Manlio) (duetto con Amália Rodrigues)
4. Serenatella sciuè sciuè
5. Malafemmena (Totò)
6. Resta cu' mme
7. Passione
8. 'E spingule francese
9. Tu si 'na cosa grande
10. 'Na sera 'e maggio (Cioffi-Pisano)
11. Tu ca' nun chiagne
12. 'O surdato 'nnammurato (Aniello Califano - Enrico Cannio)
13. Voce 'e notte
14. Core 'ngrato (Alessandro Sisca - Salvatore Cardillo)
15. Reginella (Libero Bovio - Gaetano Lama)
16. Te voglio bene assaje (duetto con Lucio Dalla)